# Гільмар фон Міттельбергер
Гільмар Міттельбергер, з 23 квітня 1917 року — Ріттер фон Міттельбергер (нім. Hilmar Ritter von Mittelberger; 19 грудня 1878, Мюнхен — 22 вересня 1953, Шлірзе) — німецький офіцер, генерал піхоти запасу рейхсверу і вермахту. Кавалер лицарського хреста Військового ордена Максиміліана Йозефа.

## Біографія
Син Андреаса Міттельбергера, баварського лейтенанта та інспектора Інспекції військових навчальних закладів, та його дружини Матильди, уродженої Шмід.
Після закінчення гімназії Вільгельма в Мюнхені в 1897 році Міттельбергер вступив у 13-й піхотний полк «Франц Йосиф I, імператор Австрії та апостольський король Угорщини» Баварської армії в Інгольштадті як рядовий добровольець. Після успішного закінчення військової школи наприкінці жовтня 1899 року він був вироблений в лейтенанти і в 1906/09 роках відвідував Військову академію для подальшого навчання, що дало йому кваліфікацію для вищого ад'ютантства, відомчої та залізничної служби і, в дуже обмеженій мірі, для Генерального штабу. З жовтня 1910 по вересень 1913 року служив ад'ютантом окружного командування в Деггендорфі, а потім у штаб-квартирі Генерального штабу в Мюнхені.
Після мобілізації на Першу світову війну, Міттельбергер служив ад'ютантом у 6-й піхотній дивізії і був свідком прикордонних боїв у Лотарингії та наступних боїв у Франції. На початку січня 1915 року його було переведено до 8-ї резервної дивізії як другого офіцера Генштабу (квартирмейстера), а наступного року було призначено першим офіцером Генштабу (начальником оперативного відділу) 3-ї піхотної дивізії під командуванням генерал-лейтенанта Карла фон Веннінгера. З листопада 1917 по липень 1918 року Міттельбергер служив штабним офіцером з особливою посадою в 2-й армії, а потім, будучи майором, 1-м офіцером Генштабу в Головному командуванні 63 в окупаційній армії в Румунії. Після закінчення війни він був інтернований румунами в Кронштадті з грудня 1918 року та сербами з лютого до кінця липня 1919 року.
Міттельбергер був переведений у тимчасовий рейхсвер 1 жовтня 1919 року, спочатку як консультант Імперського військового міністерства та інструктор з тактики в піхотній школі у Вюнсдорфі, потім — у Мюнхені. З березня 1923 по лютий 1925 року служив командиром батальйону в 21-му (баварському) піхотному полку в Байройті. Потім він служив першим офіцером генерального штабу в 2-му груповому командуванні у Касселі, поки не був переведений назад до Берліна 17 січня 1927 на посаду начальника відділу організації армії (T 2) у військовому управлінні ІВМ. Там він змінив Вернера фон Фріча. 1 жовтня 1929 року призначений інспектором шкіл озброєння (In 1), які безпосередньо підпорядковувалися начальнику Верховного командування сухопутних військ генерал-полковнику Вільгельму Геє. Це було прикриттям для виконання закордонних місій у рамках створення люфтваффе. 1 лютого 1933 року вийшов у відставку.
З 1 березня 1933 року по 1 жовтня 1939 року служив радником турецького уряду та інструктором з тактики у Військовій академії у Стамбулі. В 1939/43 роках — начальник штабу зв'язку в Туреччині. В 1941 році переданий в розпорядження вермахту, проте немає даних про його мобілізацію. 30 квітня 1943 року остаточно звільнений у відставку.
Після Другої світової війни Міттельбергер написав мемуари у трьох томах під назвою «Мандрівник у чотирьох світах, мемуари 1878-1945», які зберігаються у вигляді рукописів у Федеральному військовому архіві (№ 40/10-12).

## Звання[4]
- Фанен-юнкер (15 липня 1897)
- Фенріх портупеї (25 січня 1898)
- Лейтенант (28 жовтня 1899)
- Оберлейтенант (7 березня 1910)
- Гауптман (11 серпня 1914)
- Майор без патенту (14 грудня 1917) — отримав патент 18 серпня 1918 року.
- Оберстлейтенант (1 лютого 1923)
- Оберст (1 лютого 1927)
- Генерал-майор (1 березня 1930)
- Генерал-лейтенант (1 січня 1932)
- Генерал піхоти запасу (23 червня 1933; заднім числом від 1 лютого 1933)

## Нагороди[4]
- Медаль принца-регента Луїтпольда
- Залізний хрест
  - 2-го класу (5 жовтня 1914)
  - 1-го класу (28 лютого 1915)
- Орден «За військові заслуги» (Баварія) 4-го класу з короною і мечами (15 лютого 1917)
- Хрест «За військові заслуги» (Австро-Угорщина) 3-го класу з військовою відзнакою і мечами (5 квітня 1917)
- Військовий орден Максиміліана Йозефа, лицарський хрест (23 квітня 1917)
- Хрест «За вислугу років» (Баварія) 2-го класу (11 липня 1917)
- Орден Франца Йосифа, офіцерський хрест (Австро-Угорщина, 1917)
- Королівський орден дому Гогенцоллернів, лицарський хрест з мечами (18 серпня 1919)
- Почесний хрест ветерана війни з мечами